# Johann Karl Theodor von Brabeck

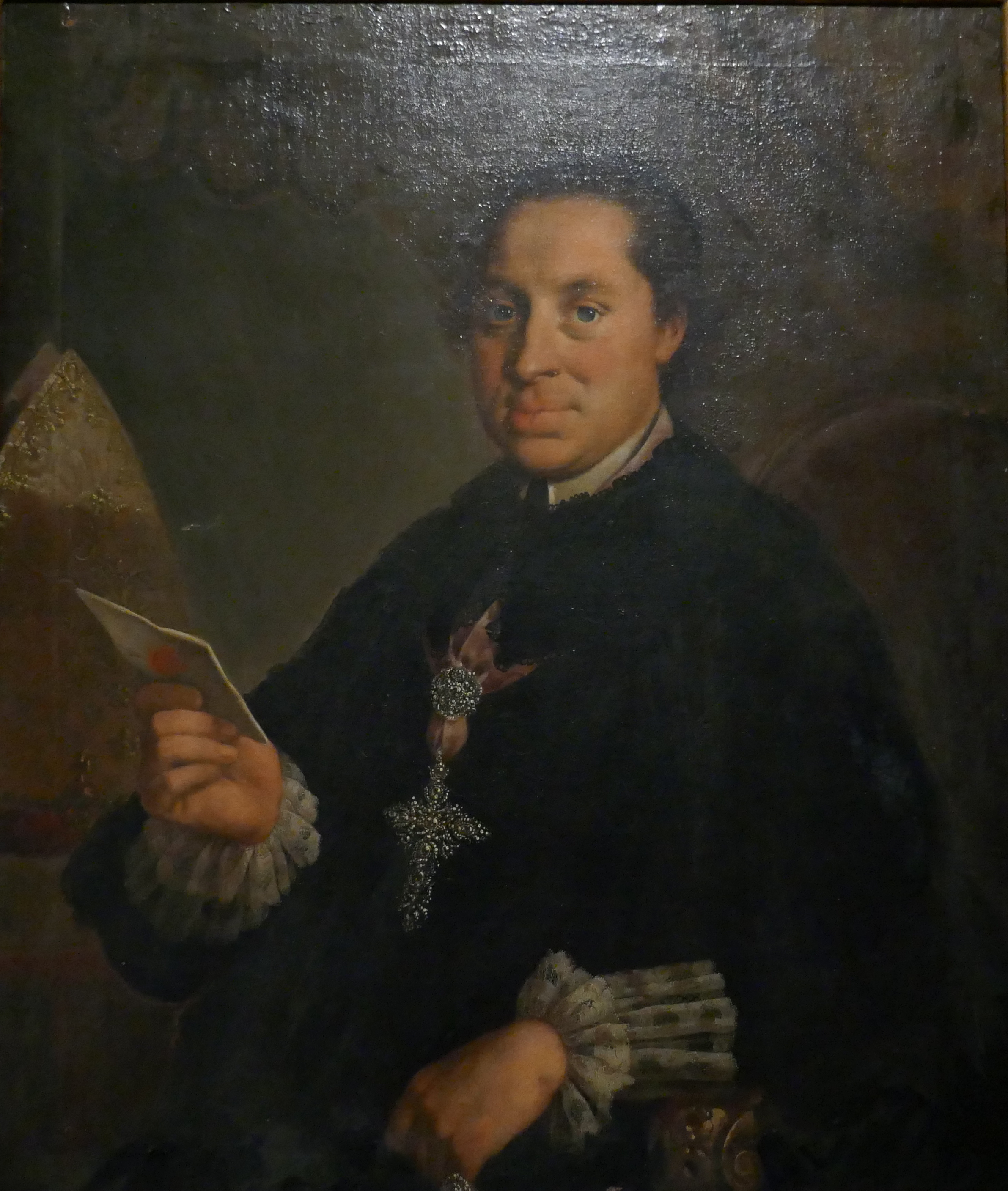
Johann Karl Theodor von Brabeck

Johann Karl Theodor Freiherr von Brabeck, O.S.B. (* 19. Juli 1738 in Hamm; † 25. Oktober 1794) war Fürstabt und ab 1792 Fürstbischof von Corvey.
Er stammte aus dem westfälischen Adelsgeschlecht Brabeck. Sein Vater war Peter Franz Walter von Brabeck. Die Mutter war Maria Ottilia, geborene Schenck von Niddeg. Brabeck trat in das Kloster Corvey ein und wurde 1762 in Hildesheim zum Priester geweiht. Im Jahr 1776 wurde er Abt von Corvey. Er arbeitete auf die Umwandlung der Abtei in ein Bistum hin, um auf Dauer den Fortbestand zu sichern. Dies wurde 1792 erreicht. Er wurde erster Fürstbischof von Corvey. Begraben ist er in der Abtei Corvey.